# Newport Coast
Newport Coast fue un lugar designado por el censo ubicado en el condado de Orange en el estado estadounidense de California, hasta que fue anexionado a la ciudad de Newport Beach en 2001. En el año 2000 tenía una población de 2,671 habitantes y una densidad poblacional de 146.3 personas por km², pero su se estima su población al 2008 en más de 9,000 personas. 

## Geografía
Newport Coast se encuentra ubicada en las coordenadas 33°35′59″N 117°49′41″O / 33.59972, -117.82806. Según la Oficina del Censo, la ciudad tiene un área total de 18,7 km² (7,2 mi²), de la cual 18,3 km² (7,1 mi²) es tierra y 0,4 km² (0,2 mi²) 2.22% es agua.

## Demografía
Según la Oficina del Censo, en 2000 los ingresos medios por hogar en la localidad eran de $164,659, y los ingresos medios por familia eran $173,043. Los hombres tenían unos ingresos medios de $100,000 frente a los $70,069 para las mujeres. La renta per cápita para la localidad era de $98,770. Alrededor del 2.8% de la población estaban por debajo del umbral de pobreza.